# أدريانا بارينتوس
أدريانا بارينتوس (بالإسبانية: Adriana Barrientos) هي راقصة وعارضة تشيلية، ولدت في 16 أبريل 1980 في بونتا أريناس في تشيلي.